# Gheorghe Dumitrașcu (senator)
Gheorghe Dumitrașcu (n. 25 septembrie 1939, Nisipari, România – d. 17 ianuarie 2017, Constanța, România) a fost un senator român în legislaturile 1990-1992, 1992-1996 și 1996-2000 ales în județul Constanța pe listele partidului FSN și apoi PDSR. În cadrul activității sale parlamentare în legislatura 1990-1992, Gheorghe Dumitrașcu a fost membru în grupurile parlamentare de prietenie cu Republica Turcia, Ungaria, Mongolia și Republica Bulgaria. În legislatura 1992-1996, Gheorghe Dumitrașcu a fost membru în Frontul Democrat al Salvării Naționale iar apoi a devenit membru al PDSR.  În legislatura 1996-2000, Gheorghe Dumitrașcu a fost membru al PDSR până în septembrie 2000 iar apoi a devenit independent. În legislatura 1996-2000, Gheorghe Dumitrașcu a inițiat o singură moțiune. În legislatura 1996-2000, Gheorghe Dumitrașcu a fost membru al grupurilor parlamentare de prietenie cu Mongolia și Albania. 
Gheorghe Dumitrașcu a fost profesor universitar în cadrul Facultății de Istorie a Universității „Ovidius” din Constanța.

## Legături externe
- Gheorghe DUMITRAȘCU - Sinteza activității parlamentare în legislatura 1990-1992 Arhivat în 9 mai 2016, la Wayback Machine.
- Profesorul Gheorghe Dumitrașcu, la ceas aniversar - telegrafonline.ro